# Nazionale maschile under 18 di calcio della Germania
La nazionale di calcio tedesca Under-18 è la rappresentativa calcistica Under-18 della Germania ed è posta sotto l'egida della Deutscher Fussball-Bund. Nella gerarchia delle nazionali giovanili tedesche è posta prima della nazionale Under-17. Il commissario tecnico è Horst Hrubesch.